# Ingatestone Hall
Ingatestone Hall é uma mansão do século XVI listada como Grau I em Essex, Inglaterra. Está localizada fora da vila de Ingatestone, aproximadamente 5 milhas (8,0 km) sudoeste de Chelmsford e 25 milhas (40 km) a nordeste de Londres. A casa foi construída por Sir William Petre, e seus descendentes (os Barões Petre) vivem na casa até hoje. Parte da casa é alugada para escritórios, enquanto o atual filho e herdeiro do Lorde Petre vive em uma ala particular com sua família.
O salão está aberto ao público em tardes selecionadas entre a Páscoa e setembro.

## História

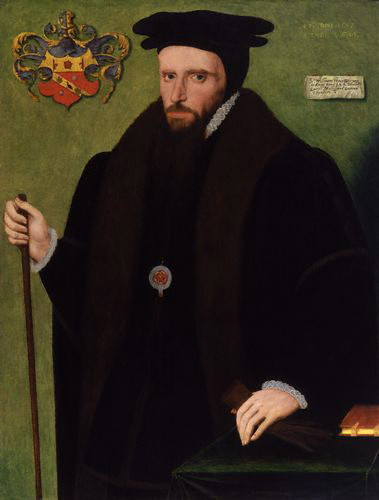
Sir William Petre (c1505-1572)

William Petre comprou a mansão Ingatestone logo após a Dissolução dos Monastérios por cerca de £ 850 e encomendou a construção da casa.
Em junho de 1561, a rainha Elizabeth I passou várias noites em Ingatestone Hall em sua entrada real, onde ela presidiu a corte. A família Petre deu boas-vindas generosas, comprando comida e bebida e decorando a casa.
Em novembro de 1564, Lady Katherine Gray foi transferida para o cargo de Sir William Petre. Por dois anos ela esteve sob sua custódia e residiu em Ingatestone Hall; onde ela foi então removida para os cuidados de Sir John Wentworth (um parente da primeira esposa de Petre) em Gosfield Hall.
A família Petre era recusante, permanecendo leal à Igreja Católica Romana depois que a Reforma Inglesa transformou o Reino da Inglaterra em um país protestante. Estatutos foram aprovados proibindo o culto católico na Inglaterra, o Livro de Oração Comum foi estabelecido como a liturgia oficial da Igreja da Inglaterra e os católicos praticantes enfrentaram punições severas. Como muitas famílias nobres católicas, os Petres adoravam em segredo, celebrando missa católica clandestina na capela particular da família em Ingatestone Hall.
O primeiro Barão Petre, Sir John Petre, fez amizade com o compositor William Byrd, também católico. Em 1589-1590, Byrd passou o Natal com a família em Ingatestone junto com a meia-irmã de John Petre, Dorothy Petre e seu marido Nicholas Wadham, mais tarde co-fundadores do Wadham College, Oxford e em 1593 Byrd fixou residência na vila vizinha de Stondon Massey. Byrd apoiou o culto católico secreto da família Petre, compondo um repertório abrangente de música coral a ser cantada nas capelas privadas em Ingatestone e perto de Thorndon Hall, a outra propriedade da família Petre. As composições incluíam dois conjuntos de motetos chamados Gradualia (1605 e 1607) e um conjunto de três configurações de Missa, como a Missa para Quatro Vozes (1592–3), obras ouvidas pela primeira vez em Ingatestone que agora são consideradas algumas das melhores exemplos de música Tudor.
A família Petre abrigou vários padres católicos em Ingatestone, entre eles estava St. John Payne, que foi executado em 1582. O salão contém dois orifícios de sacerdote que foram usados para esse fim.
No final do século XVIII, Robert Petre, 9.º Barão de Petre, mudou a residência da família para Thorndon Hall e alugou o Ingatestone Hall aos inquilinos.
Em 1876, grande parte do Thorndon Hall foi destruída pelo fogo. Durante a Primeira Guerra Mundial, Lionel Petre, 16º Barão Petre, foi morto em combate em 1915 e sua viúva, Lady Rasch, decidiu voltar para Ingatestone.
Durante a Segunda Guerra Mundial, a casa foi alugada para a Wanstead High School. Na década de 1950, o Essex County Council usou a ala norte para abrigar o Essex Record Office e montou exposições anuais lá até ao final da década de 1970.
Em 1952, o saguão passou a ser classificado como grau I e a portaria, grau II*, enquanto várias das casas externas passaram a ser listadas como grau II.
O Ingatestone Hall abriga o restante da coleção de fotos da família Petre.

## Arquitetura

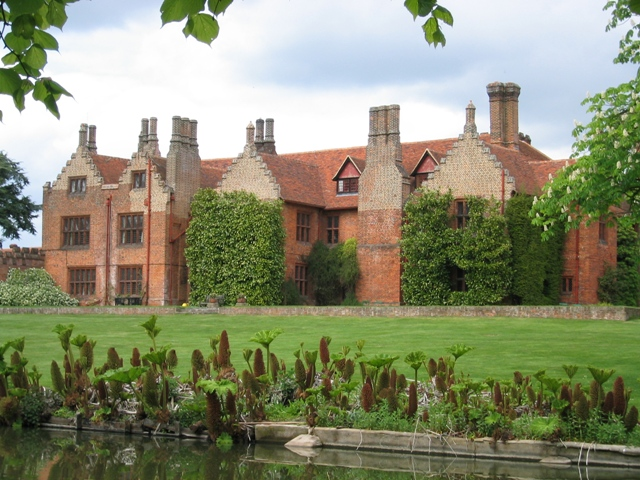
Ingatestone Hall, maio de 2003

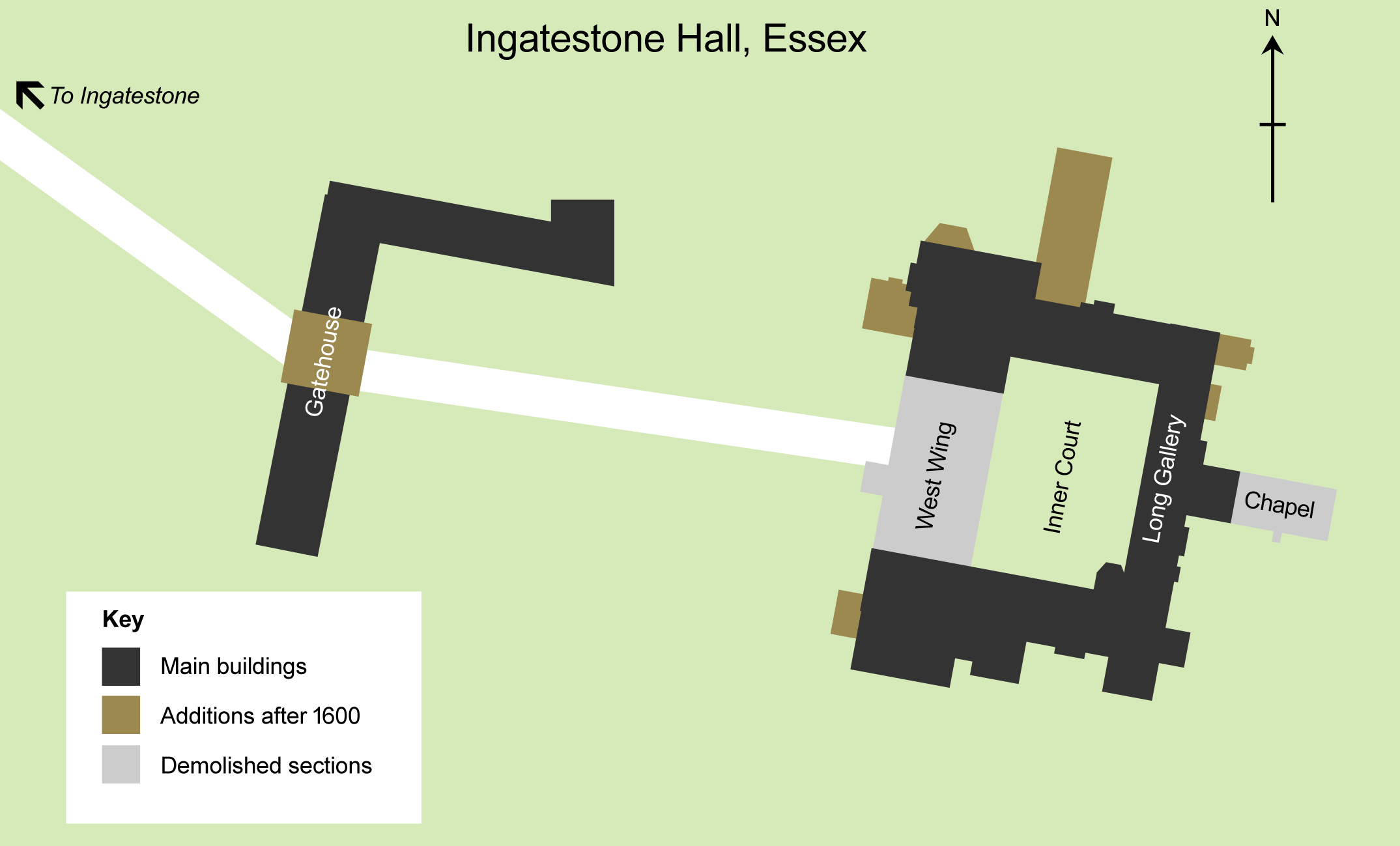
Planta do Ingatestone Hall mostrando as adições e seções demolidas

O edifício é composto por três alas (norte, leste e sul) em torno de um pátio central. Foi construído por Sir William Petre de 1539 a 1556 em torno de um pátio central em tijolos ingleses e inclui características típicas de Tudor, incluindo frontões escalonados e chaminés altas e ornamentadas. Dentro do pátio, uma característica proeminente é uma torre alta com ameias contendo uma escada octogonal.
No final do século XVIII, Robert Petre, 9.º Barão de Petre, voltou para a outra propriedade da família, Thorndon Hall, que estava sendo reconstruída no estilo palladiano pelo arquiteto James Paine. Por volta dessa época, o Ingatestone Hall passou por alterações significativas e foi convertido em apartamentos menores alugados. A ala oeste, que continha o Grande Salão, foi demolida, abrindo o pátio fechado para o edifício em forma de U que é visto hoje, e a ala norte foi ampliada e os edifícios do pátio externo foram reconstruídos, incluindo um arco de entrada coberto com um relógio de uma mão. Acredita-se que esta torre do relógio, gravada com o lema "Sans dieu rien" ("sem Deus, nada") tenha sido obra de Paine.
A Galeria Longa na faixa leste da casa era a área principal da casa. É adjacente aos restos da antiga capela da família, que foi demolida e reconstruída em 1860. Os dois buracos para sacerdotes dentro do prédio, usados durante os séculos 16 e 17 para esconder o clero católico, estão localizados na ala leste em um vazio sob a torre e na ala sul atrás de uma chaminé no antigo escritório.
No século XX, quando Lady Rasch, viúva do 16.º Barão Petre, mudou a família de volta para Ingatestone Hall, ela começou um grande projeto para restaurar o Ingatestone Hall à sua aparência Tudor original. As obras, supervisionadas pelo arquiteto W.T. Wood, incluíram a substituição de alterações no edifício por reproduções de características do período Tudor, nomeadamente a reinstalação de janelas gradeadas no lado oeste do edifício no piso térreo. A fase inicial do projeto foi concluída em 1922.

## Na literatura e no cinema
O romance de Mary Elizabeth Braddon, de 1862, Lady Audley's Secret, se passa em Ingatestone Hall e foi inspirado por uma estadia lá.
O exterior do hall foi usado como local de filmagem para representar Bleak House na adaptação para a televisão de 2005 do romance de Charles Dickens e também apareceu em um episódio da série de TV Lovejoy. Esquetes dos programas de TV Horrible Histories e The Fast Show também foram filmados no salão.